# Związek Zawodowy „Budowlani”
Związek Zawodowy „Budowlani” – ogólnopolska organizacja związkowa zrzeszająca pracowników budownictwa, przemysłu materiałów i ochrony środowiska. Najważniejsza jednostką organizacyjną związku są organizacje reprezentowane przez Zarządy Zakładowe. Członkami Związku Zawodowego mogą zostać pracownicy wykonujący zawody budowlane, przemysłu materiałów budowlanych, przemysłu drzewnego, leśnictwa i ochrony środowiska, przemysłu meblarskiego, płytowego i branż pokrewnych zatrudnieni we wszelkich podmiotach gospodarczych, ale także pracownicy innych zawodów zatrudnieni w spółdzielczości mieszkaniowej, jednostkach komunalnych oraz pracownicy szkolnictwa działający na rzecz wymienionych zawodów. Przewodniczącym związku jest Zbigniew Janowski, były poseł SLD.
Związek należy do Międzynarodowej Federacji Pracowników Budownictwa i Przemysłu Drzewnego. ZZ „Budowlani” współpracuje również z Europejską Federacją Pracowników Budownictwa i Przemysłu Drzewnego. Członkiem związku może być także osoba, która była zatrudniona w branży budowlanej i przeszła na emeryturę lub rentę albo czasowo pozostaje bez pracy. 